# آشفتگی تن‌انگاره
آشفتگی تن‌انگاره، آشفتگی پیکرانگاره یا آشفتگی تصویر بدن (به انگلیسی: Body image disturbance)، یک نشانه رایج در بیماران مبتلا به اختلال خوردن است و با درک تغییریافته از تصویر بدن خود مشخص می‌شود.

## ویژگی‌ها
اختلال تصویر بدن یک ساختار چندوجهی است که هم مسائل ادراکی و هم مسائل نگرشی را شامل می‌شود. برخی از نشانه‌های رایج‌تر عبارت‌اند از:
- برآورد اندازه بدن تغییریافته و درک تغییریافته از بدن و شکل‌های آن[۶][۷]
- تصاویر ذهنی از بدن فرد به نظر تحریف‌شده یا اضافه وزن[۸]
- دیدگاه ذهنی غالباً سوم شخص از بدن فرد[۹]
- افکار منفی مرتبط با بدن[۱۰]
- رفتارهای مکرر چک کردن بدن[۱۱]
- مقایسه‌های مکرر بین بدن خود و بدن دیگران[۱۲]
- احساسات اضطراب، شرم و تحقیر نسبت به بدن خود[۱۳]

### چندبعدی
با وجود مشکلات اصطلاحی، در اوایل دهه ۲۰۰۰ بسیاری از پژوهشگران موافق بودند که اختلال تصویر بدن یک علامت چندبعدی از اجزای مختلف مرتبط با تصویر بدن است. تصویر بدن مفهومی است که از تعامل چهار مؤلفه مرتبط با بدن شکل گرفته‌است: شناختی، عاطفی، رفتاری و ادراکی.
- شناختی: فکرها و باورها دربارهٔ بدن و شکل آن. بازنمایی ذهنی آگاهانه از بدن[۱۸]
- عاطفی: احساسات و نگرش‌های مربوط به بدن (مثلاً خشنودی/ناخشنودی بدنی).[۱۹]
- رفتاری: اعمالی که افراد برای بررسی، اصلاح یا پنهان کردن اعضای بدن خود انجام می‌دهند.[۲۰]
- ادراکی: چگونه ذهن بدن را حس و درک می‌کند. این شامل خودادراک عمقی، بینابینی، لامسه و دیداری است.[۲۱]

در افراد مبتلا به اختلال تصویر بدن، همه این اجزا به‌طور هم‌زمان تغییر می‌کنند.

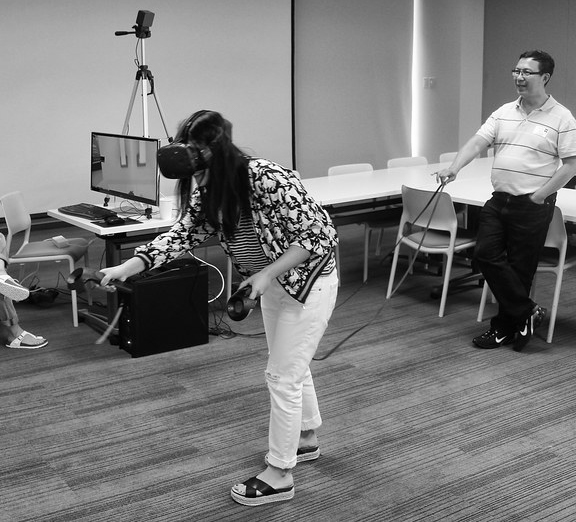
محیط پژوهشی رایج VR